# Dolichoplia diutina
Dolichoplia diutina är en skalbaggsart som beskrevs av Marc Lacroix 1998. Dolichoplia diutina ingår i släktet Dolichoplia och familjen Melolonthidae. Inga underarter finns listade i Catalogue of Life.